# Ludo Goderis
Ludo Goderis is een Belgisch cartoonist-illustrator. 
Sinds 1982 is hij actief als cartoonist-illustrator en won meer dan 75 nationale en internationale prijzen, waaronder de Gouden Hoed (2010), de Zilveren Hoed (2009) en de Bronzen Hoed (2023) op het Internationaal Cartoonfestival Knokke-Heist.
Ludo Goderis tekende 8 jaar politieke cartoons voor De Standaard en was de enige Belg in de uitgaven 1993 en 1994 "The Finest International Cartoons of Our Time - Witty World Books".
Hij tekende en tekent opdrachten voor VRT, Columbia Pictures, uitgeverijen, gemeentebesturen en bedrijven (InBev, Ecover, Nestlé, ...) en is regelmatig lid van wedstrijdjury’s.
In 2003 had hij een overzichtstentoonstelling in Osaka en in 2007 in het Commercial Center Dolce Vita in Porto in Portugal. 